# Ulica Tadeusza Kościuszki w Kraśniku
Ulica Tadeusza Kościuszki w Kraśniku – jedna z najbardziej reprezentacyjnych i głównych ulic Kraśnika, przebiegająca od placu Wolności do ulicy Żytniej za cmentarzem. Jej przedłużeniem jest ul. Cegielniana. Długość trasy to 0,9 km. Przy ulicy znajdują się kamienice, cmentarz, kościół pw. WNMP, oraz instytucje takie jak Bank, Zespół Szkół nr 1, wszelakie zakłady usługowe, a w pobliżu także Amfiteatr. Ulica jest częścią drogi krajowej nr 74. Ulicą na odcinku od Piłsudskiego do Żytniej kursują linie MPK Kraśnik: 1, 4.